# ينشتة (قونكة)
بلدية يَنَشْتَة (بالإسبانية: Iniesta  إينيستا)، هي إحدى بلديات مقاطعة قونكة إحدى مقاطعات إسبانيا، والتي تقع في منطقة قشتالة لا منتشا وسط البلاد، والمائلة لجهة الشرق من إسبانيا.
يبلغ عدد سكان ينشتة 4.366 نسمة وفقاً لإحصائية سنة (2007).